# 恩布
恩布（Embu）是東非國家肯尼亚東部省的城鎮，位於首都奈羅比東北約120公里的肯尼亚山東南面，海拔高度1,350米，是該國東部的主要貿易中心，1999年人口41,092。

## 外部連結
- Embu Water and Sanitation Company
- Embu Music[永久]

0°32′S 37°27′E / 0.533°S 37.450°E